# Eugenia reinwardtiana
Eugenia reinwardtiana är en myrtenväxtart som först beskrevs av Carl Ludwig von Blume, och fick sitt nu gällande namn av Allan Cunningham och Dc.. Eugenia reinwardtiana ingår i släktet Eugenia och familjen myrtenväxter. Inga underarter finns listade i Catalogue of Life.

## Bildgalleri

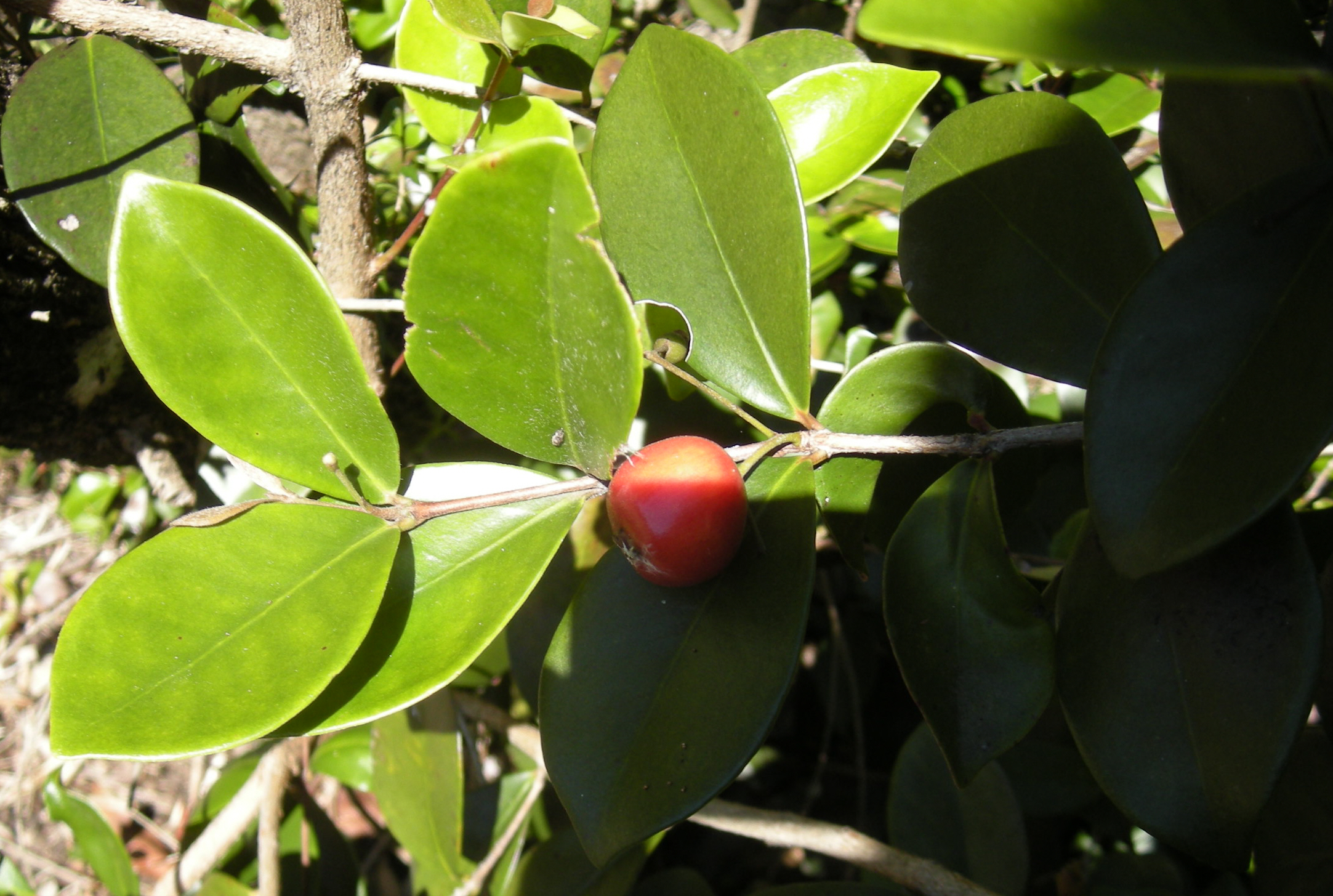
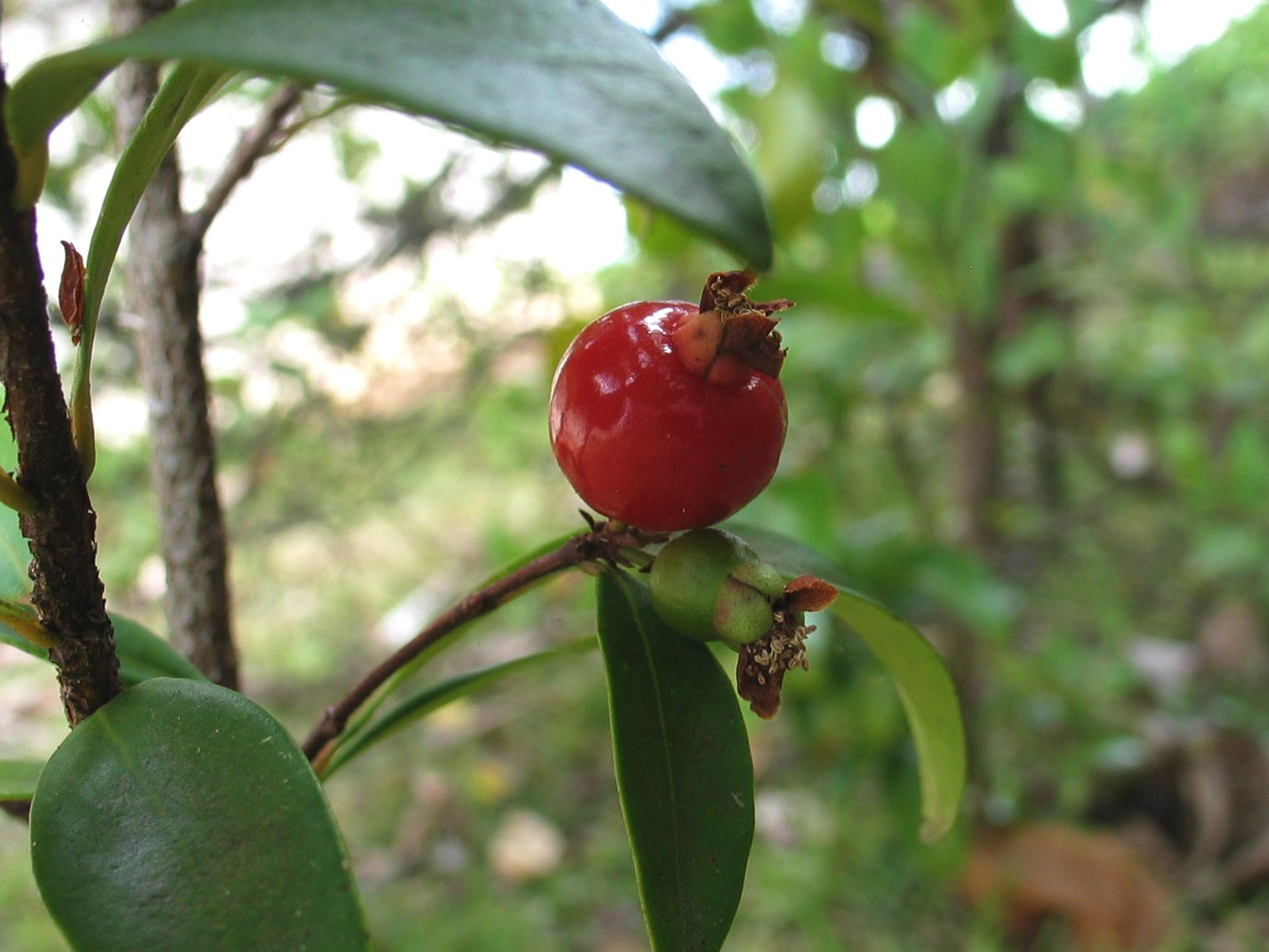
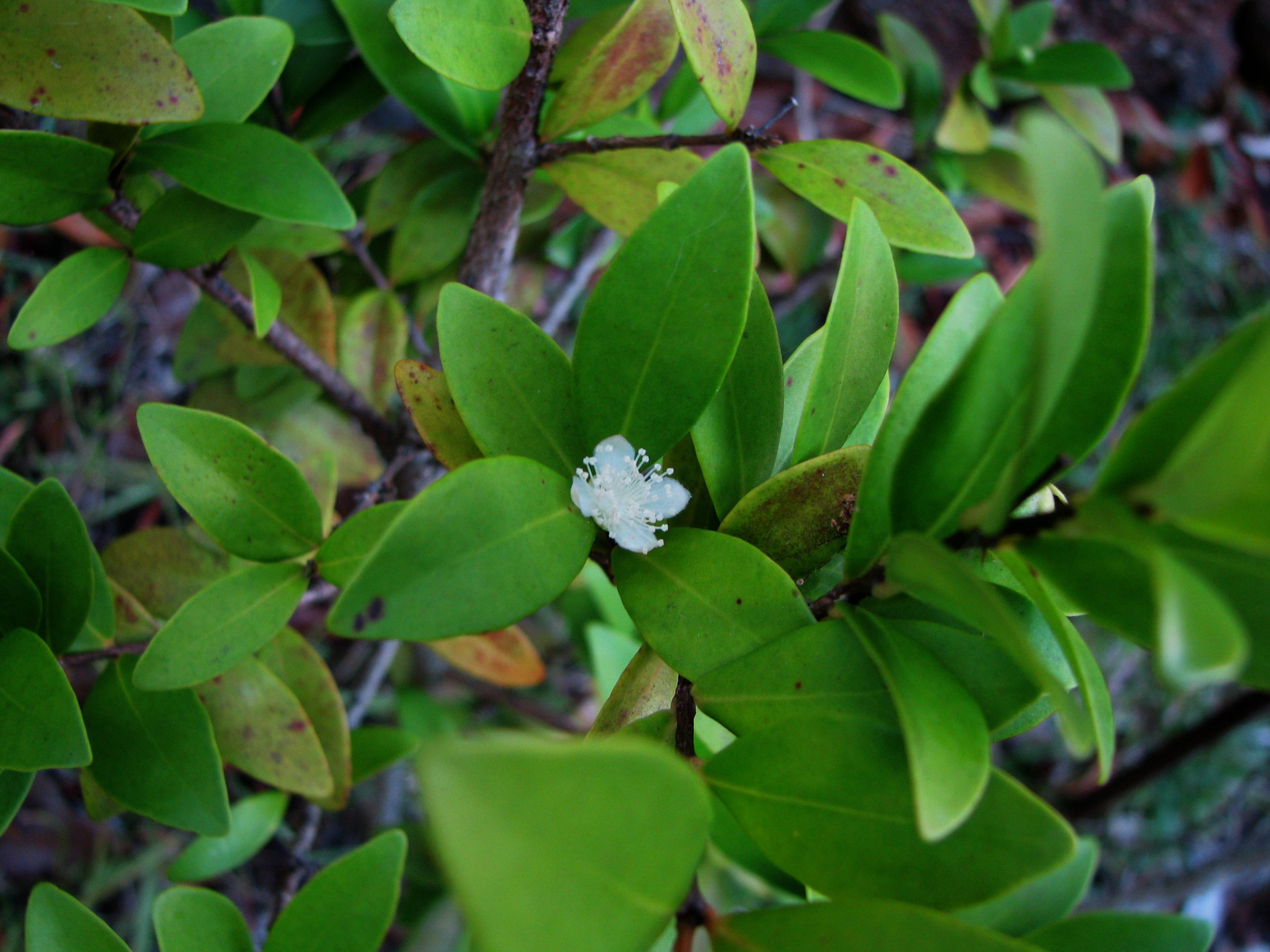
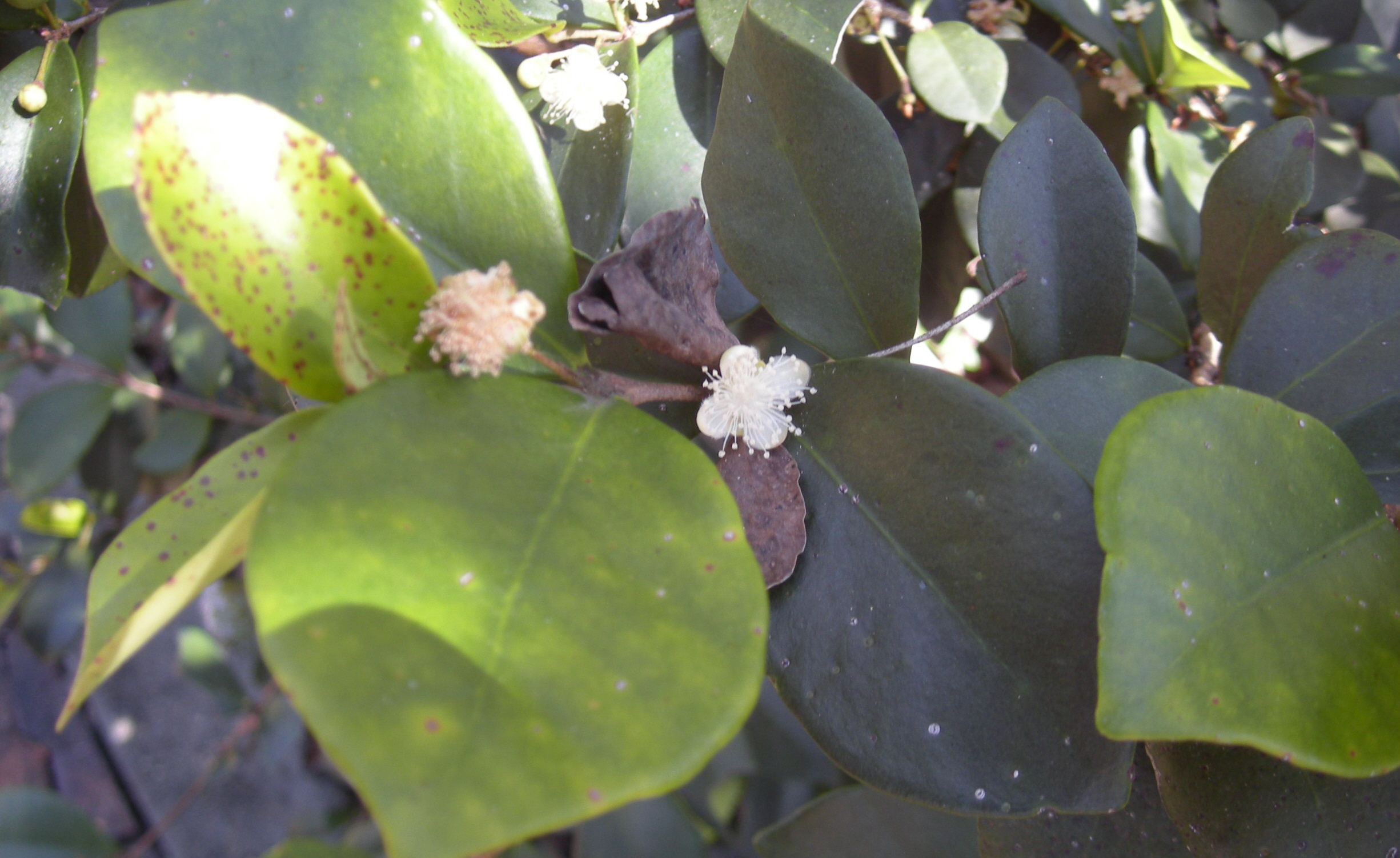
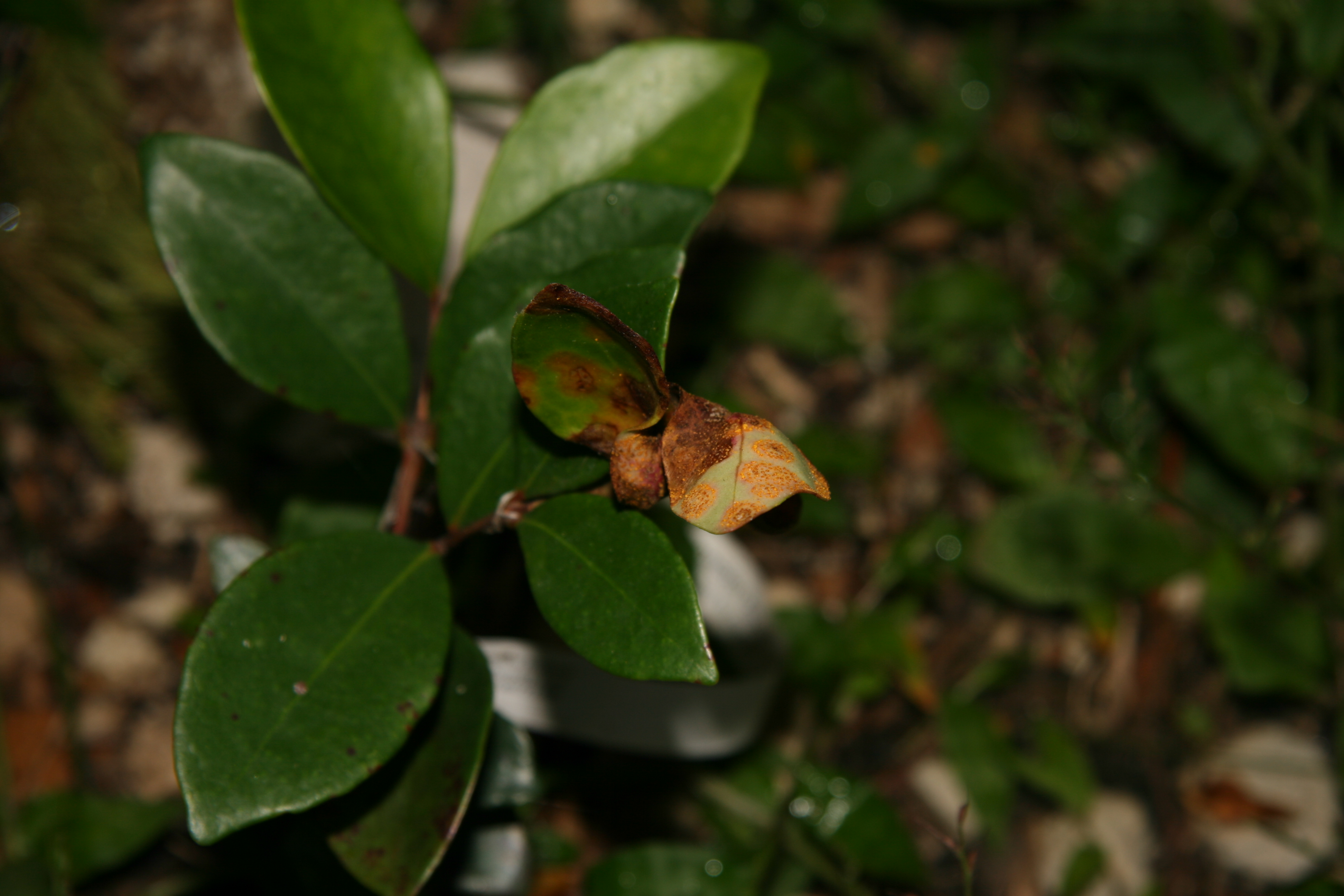